# Kroraina

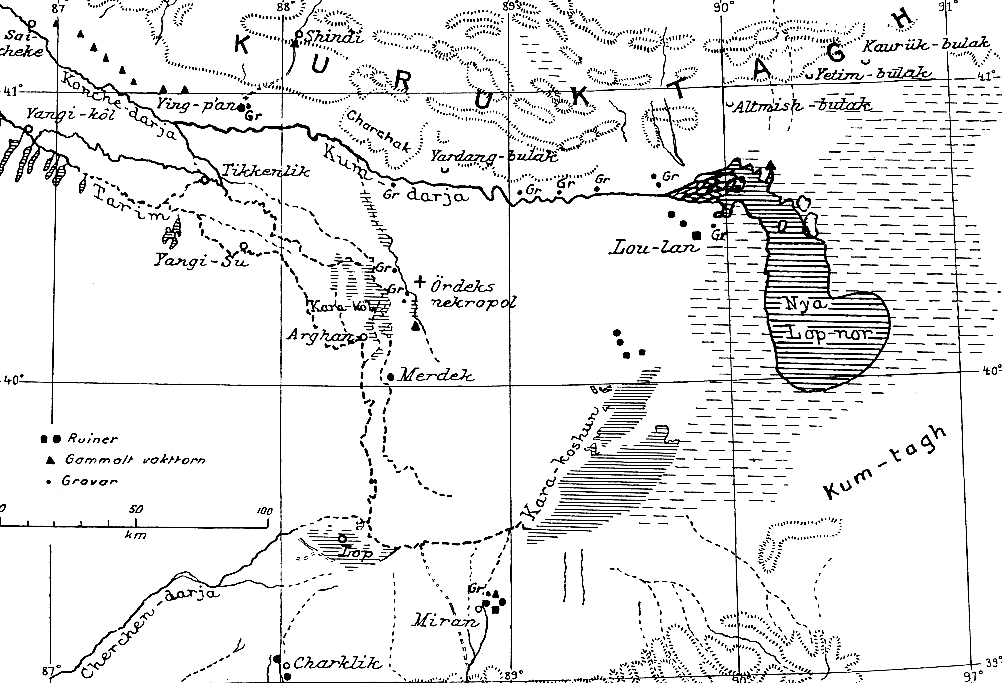
Kaart door Folke Bergman van het Lob Nuurgebied, 1935.

Kroraina (Prakrit: Kror’iṃna, Oeigoers: Krorän, Chinees: Loulan, Loulan koninkrijk) was een reeds in de 2e eeuw v.Chr. bekende oasestad en gelijknamig koninkrijk langs de zijderoute aan de noordwestelijke rand van het Lob Nuur-meer in het Tarimbekken.
Het koninkrijk omvatte op verschillende tijdstippen nederzettingen zoals Niya, Charklik, Miran en Qiemo (Cherchen). Het was vanaf de vroege Han-dynastie tot haar opgave eeuwen later met tussenpozen onder Chinese controle.
De ruïnes van Kroraina liggen in de buurt van de nu verdroogde Lob Nuur in de Autonome Mongoolse Prefectuur Bayin'gholin, Sinkiang, en zijn nu volledig omringd door de woestijn.

## Taal
De vroegst bekende bewoners, die al vanaf 1800 v.Chr. in het gebied leefden, spraken een Indo-Europese taal, het Tochaars C. Vanaf de 3e tot 4e eeuw AD was echter het Prakrit de officiële taal van de regio, waarschijnlijk tijdens het Kushana-rijk rond 200 AD geïntroduceerd door boeddhistische migranten uit Gandhara. Van de lokale taal bleven in de documenten slechts eigennamen en rond 150 leenwoorden bewaard.

## Geschiedenis
In 1980 werd te Kroraina een vrouwelijke mummie uit ca. 1800 v.Chr. ontdekt, de eerste van een serie nu bekend als de Tarim-mummies. De vondst wijst op een zeer vroege bewoning van de regio.
Kroraina lag op de hoofdroute van Dunhuang naar Korla, waar deze zich voegde bij de zogenaamde 'noordelijke route', en was ook door een zuidwestelijke route verbonden met de zetel van het koninkrijk in de stad Yüni in de Charklik-oase, en van daar naar Hotan en Yarkand.

### Tijdens de Han-dynastie

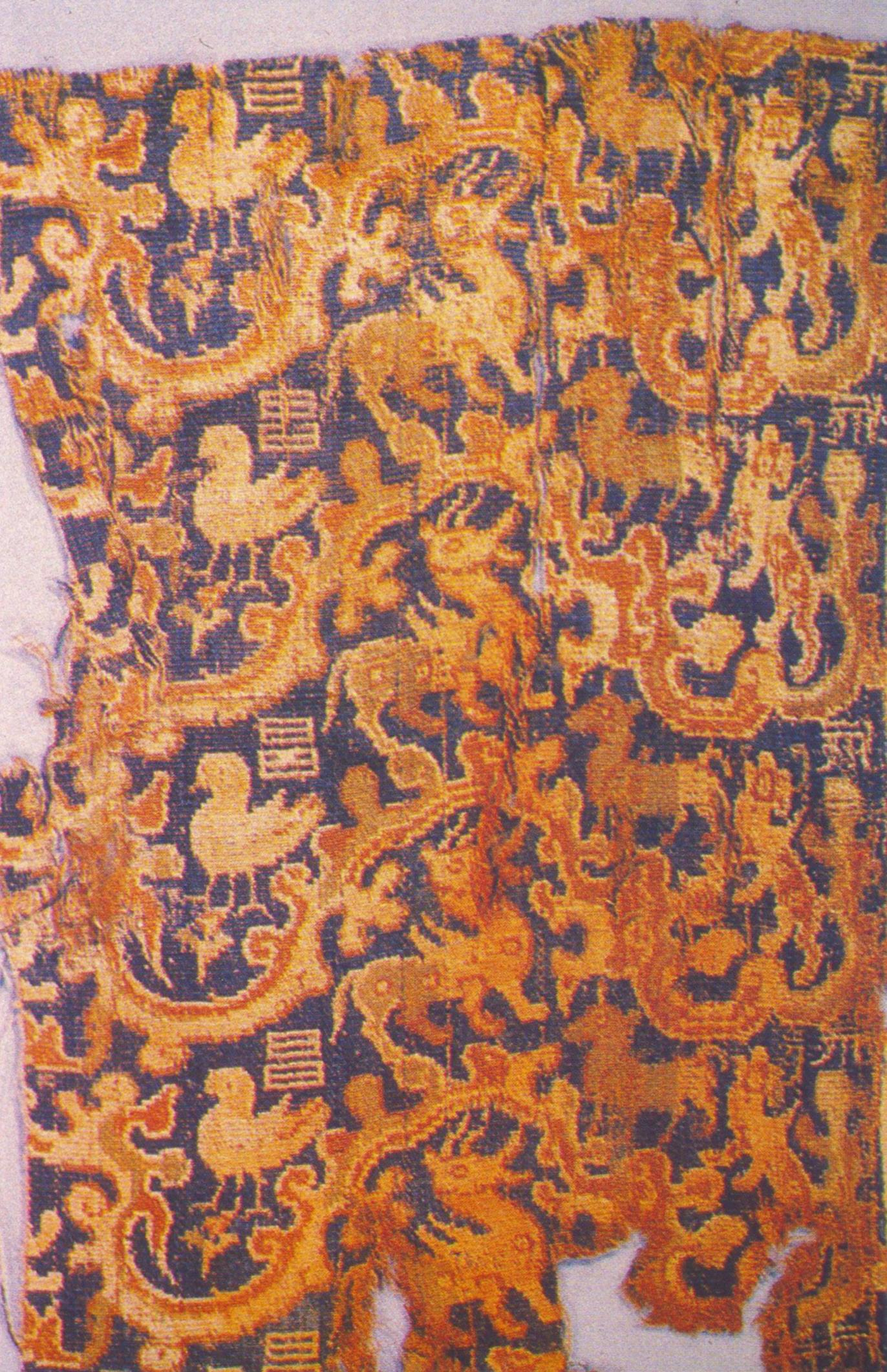
zijden fragment uit Kroraina

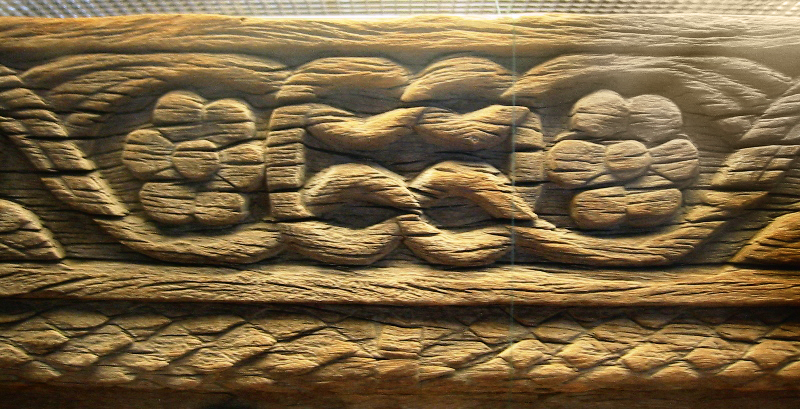
Gesneden houten balk, 3e-4e eeuw. Het motief is afgeleid van blad-en bloemmotieven gebruikt in de Hellenistische Middellandse Zee, Syrië, Iran en Gandhara

Door haar strategische ligging op de belangrijkste route van China naar het Westen werd de controle ervan tot ver in de 2e eeuw na Chr. betwist tussen de Han-Chinezen en de Xiongnu.
De eerste historische vermelding van de stad was in 126 v.Chr., in een brief van de Chanyu van de Xiongnu aan de Chinese keizer Han Wudi waarin hij pochte over zijn overwinning op de Yuezhi, Wusun, Kroraina en Hujie, 'evenals de zesentwintig staten in de buurt.' In hetzelfde jaar beschreef de Chinese gezant Zhang Qian het als een versterkte stad nabij Lob Nuur.
Keizer Han Wudi was geïnteresseerd in het uitbreiden van contacten met Dayuan in de Vallei van Fergana. Volgens de Chinese bronnen werden Han-gezanten naar Fergana echter lastiggevallen door Kroraina en Gushi.
In 108 v.Chr. werd Kroraina door de Chinezen aangevallen en haar koning gevangengenomen. Hierna werd het koninkrijk verplicht om tribuut te brengen aan Han-China. Na berichten over deze gebeurtenissen vielen ook de Xiongu Kroraina aan. De koning besloot daarom een van zijn zonen als gijzelaar naar de Xiongnu te sturen, en een andere naar de Han. De koning werd vervolgens meegenomen naar het Chinese hof en ondervraagd over zijn banden met de Xiongnu. Deze antwoordde door te stellen dat zijn rijk slechts een kleine staat was gelegen tussen grote staten, welke zich niet veilig kon stellen tenzij het zich aan beide onderwierp. hij gaf daarom zijn koninkrijk op om zich binnen het rijk van de Han te voegen. De keizer was tevreden met deze uitspraak en liet de koning gaan.
In 92 v.Chr. stierf de koning, en zijn landgenoten vroegen dat de zoon van de koning werd teruggestuurd naar Kroraina. De Han hadden de zoon wegens overtreding van Chinese wetten gecastreerd en weigerden het verzoek, zeggend dat de keizer te zeer aan hem gehecht was om hem te laten gaan. Een andere koning werd geïnstalleerd, en opnieuw werd op verzoek van de Han een zoon als gijzelaar gestuurd. Na de dood van deze koning zonden de Xiongnu de naar hen gestuurde gijzelaarzoon terug naar Kroraina om als koning te regeren. De Han eisten hierop dat deze nieuwe koning zich aan het keizerlijke hof zou presenteren. Op advies van zijn vrouw weigerde de koning dit, omdat geen van de gijzelaarzonen door de Han was vrijgelaten.
Nadat een aantal Han-gezanten waren gedood zond China in 77 v.Chr. de gezant Fu Jiezi om de koning te vermoorden. Hij kwam onder het mom van het presenteren van geschenken aan de koning, maar stak deze toen hij dronken was dood, en hing het afgehakte hoofd van de koning aan de noordelijke poorttoren. De konings jongere broer Wei-tu-qi werd vervolgens door de Han als koning geïnstalleerd, en het koninkrijk werd door de Chinezen omgedoopt tot Shanshan.

### Shanshan
Het land is zandig en zout, en er zijn slechts weinig akkers. ... Het produceert jade en er is een overvloed van biezen, Tamarisk, Balsempopulier en wit gras. De bewoners gaan met hun kudden op zoek naar water en grasland, en er zijn ezels, paarden en een groot aantal kamelen. [Ze] zijn in staat om militaire wapens te produceren op dezelfde wijze als de Chuo Qiang.— Boek van de Han

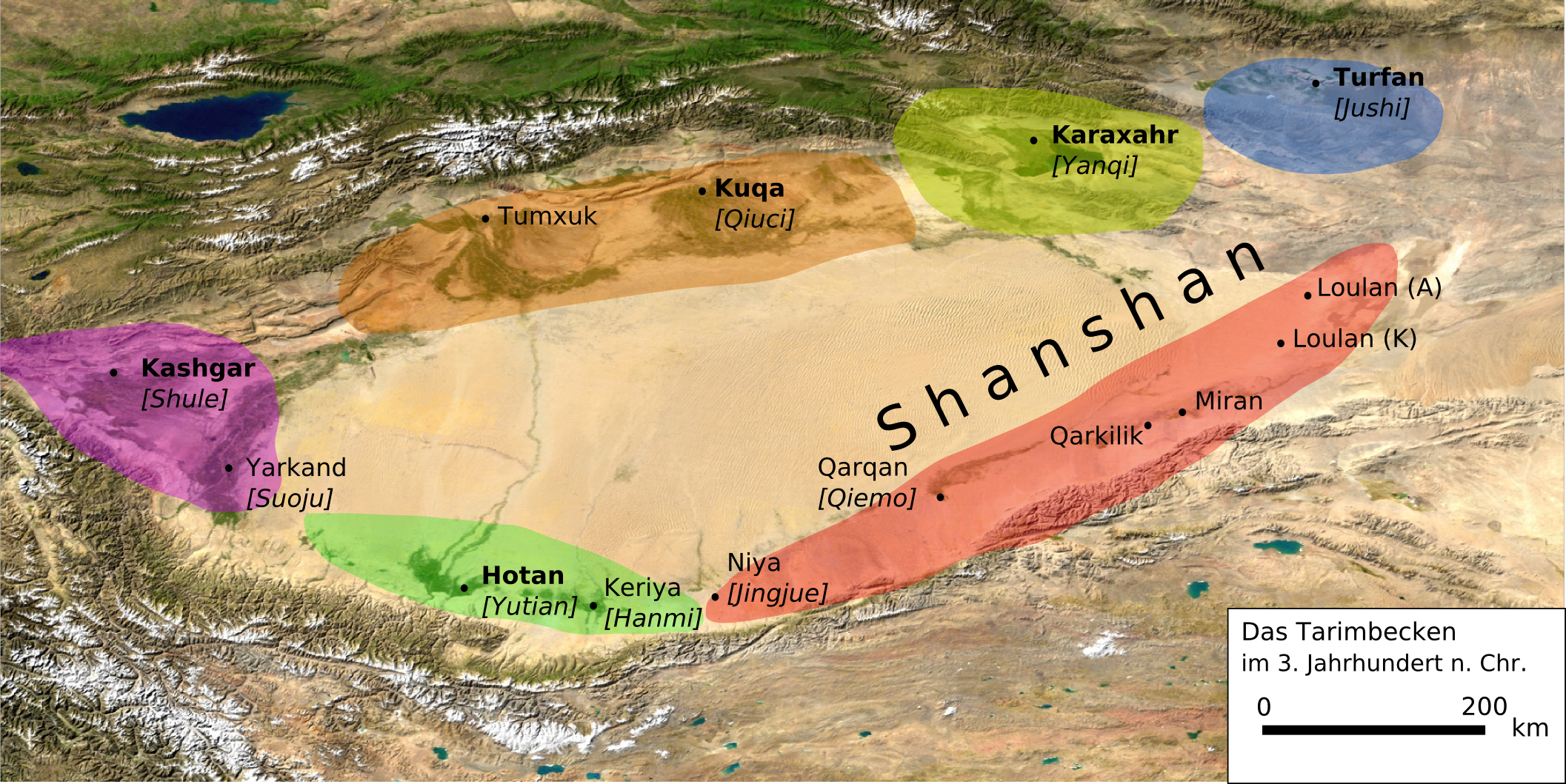
Shanshan

Nu definitief onder Chinese controle, werd het koninkrijk een Chinese vazalstaat onder de naam Shanshan. Bij de lokale bevolking bleef de oude naam in gebruik.
Wegens zijn angst voor vergelding door de zonen van de vermoorde koning vroeg de nieuwe door de Chinezen geïnstalleerde koning om de stationering van Han-soldaten in Yixun (伊 循, afwisselend geduid als Charklik of Miran). Chinese legerofficieren werden naar het gebied gestuurd, en in Yixun werd een kantoor van de commandant opgericht. Een aantal nederzettingen in het Tarimbekken, zoals Qiemo en Niya werden beschreven als onafhankelijke staten, maar werden later een deel van Shanshan.
Het gebied bleef met tussenpozen onder Chinese controle. In de tijden dat China in de westelijke regio's zwak was, was Kroraina in wezen onafhankelijk. In 25 AD werd vermeld dat het koninkrijk zich met de Xiongnu verbonden had. Rond 119 beval Ban Yong dat er een Chinese kolonie van 500 mannen werd gevestigd. later stichtte de Chinese general So Man er een militaire kolonie.
Volgens Chinese bronnen stuurde Shanshan in 222 AD een tribuut aan China, en in 283 tijdens de regering van keizer Sima Yan werd de zoon van de koning als gijzelaar aan het Chinese hof verzonden.
De stad Kroraina werd in 330 AD verlaten toen de Tarim, die de nederzetting van water voorzag, haar loop veranderde. Het militaire garnizoen werd 50 kilometer zuidelijker naar Haitou (海 头) verplaatst. Het fort van Yingpan in het noordwesten bleef tot de Tang-dynastie onder Chinese controle.

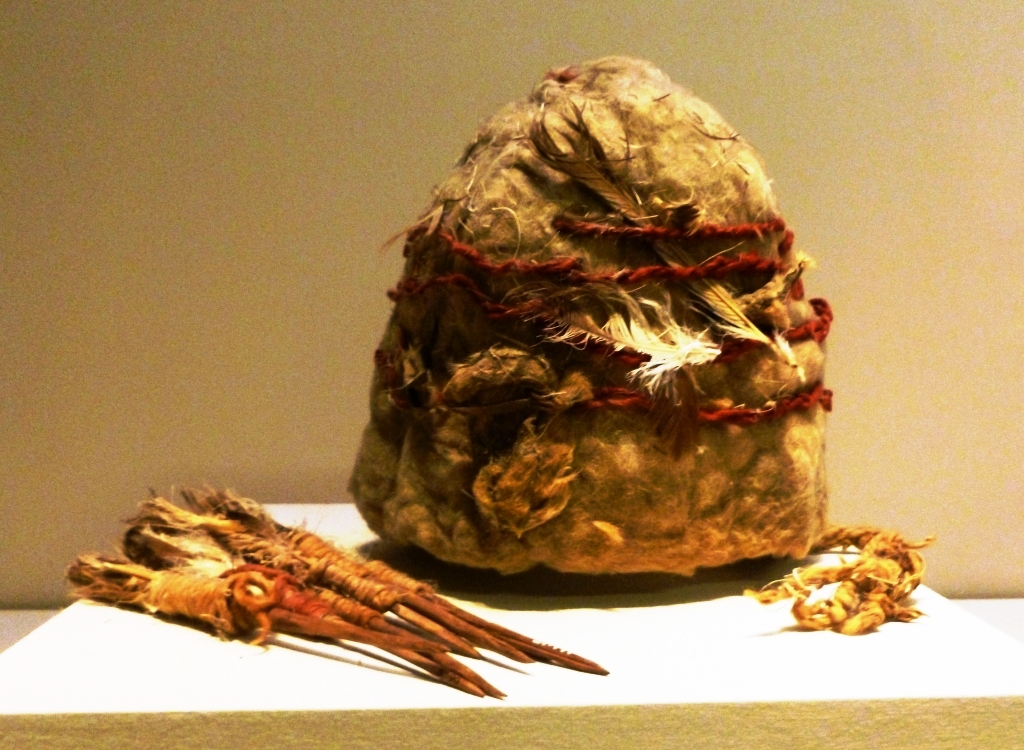
Vilten hoed

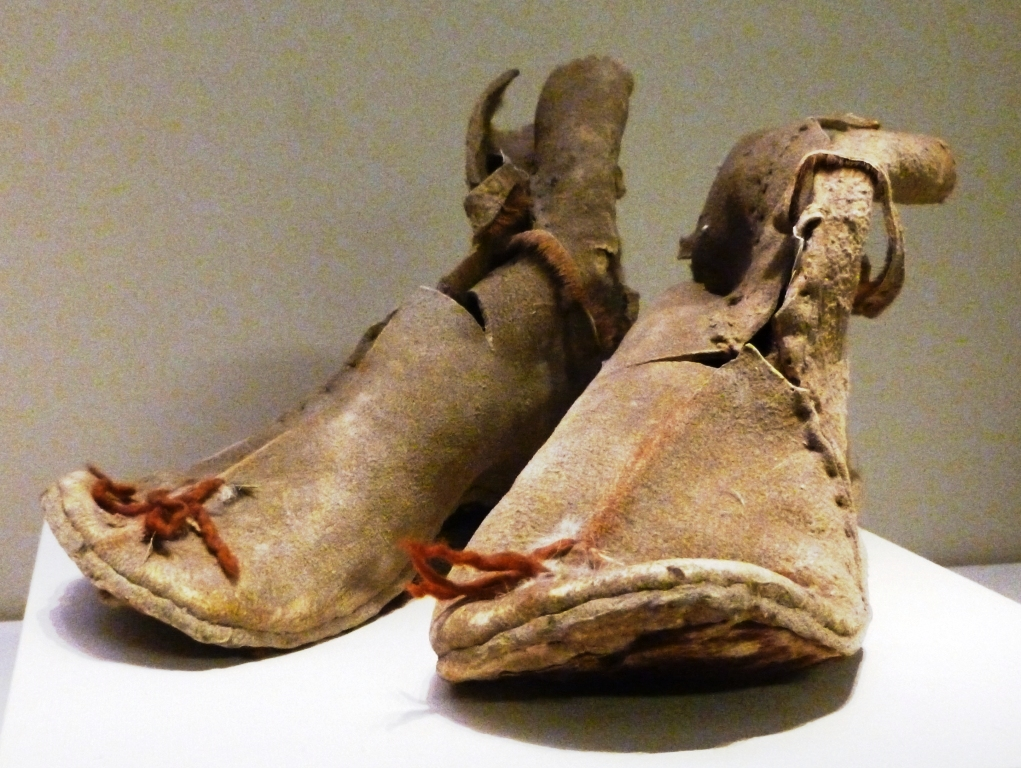
Schoenen uit runderleer

De boeddhistische pelgrim Fa Xian beschreef het land in 399 als volgt:
'... Een ruig en heuvelachtig land, met een dunne en onvruchtbare bodem. De kleding van de gewone mensen is grof, en zoals die gedragen in ons land van Han. Sommigen dragen vilt en anderen grof serge of haren doek - dit was het enige verschil tussen hen. De koning beleed (onze) wet, en er zijn in het land misschien wel meer dan vierduizend monniken, alle leerlingen van de Hinayana. Het gewone volk van deze en andere koninkrijken (in die regio), evenals de shramana, volgen allen de wetten van India, alleen doen de laatsten dat meer precies, en de eersten losser.
Na een aanval in 442 door koning Juqu Anzhou van Noordelijke Liang vluchtte koning Bilong met de helft van zijn landgenoten naar Qiemo, van waaruit het koninkrijk vervolgens werd geregeerd. In 445 werd zijn rijk door de Noordelijke Wei onderworpen.
Vanaf de 5e eeuw werd het land regelmatig binnengevallen door nomaden als de Tuyuhun, de Rouran en de Dingling, en het gebied werd geleidelijk verlaten. Omstreeks 630 trok de resterende bevolking naar Hami in het noorden.
De boeddhistische pelgrim Xuanzang trok in 644 bij zijn terugkeer uit India naar China door het gebied. Over Qiemo schreef hij: 'Er is een fort, maar geen spoor van mensen'